# Epifonem
Epifonem (gr. ἐπιφώνημα epiphṓnēma, łac. acclāmātiō) – figura retoryczna, wyrazista sentencja podsumowująca poprzednio wyrażone treści.